# أندريه ديج
أندريه ديج (بالبولندية: André Dej) هو لاعب كرة قدم بولندي في مركز الوسط، ولد في 6 فبراير 1992 في كولونيا في ألمانيا. لعب مع Sportfreunde Siegen ‏.

## وصلات خارجية
- أندريه ديج على موقع قاعدة بيانات كرة القدم.إي يو (الإنجليزية)
- أندريه ديج على موقع عالم كرة القدم.نت (الإنجليزية)